# Italiaanse euromunten

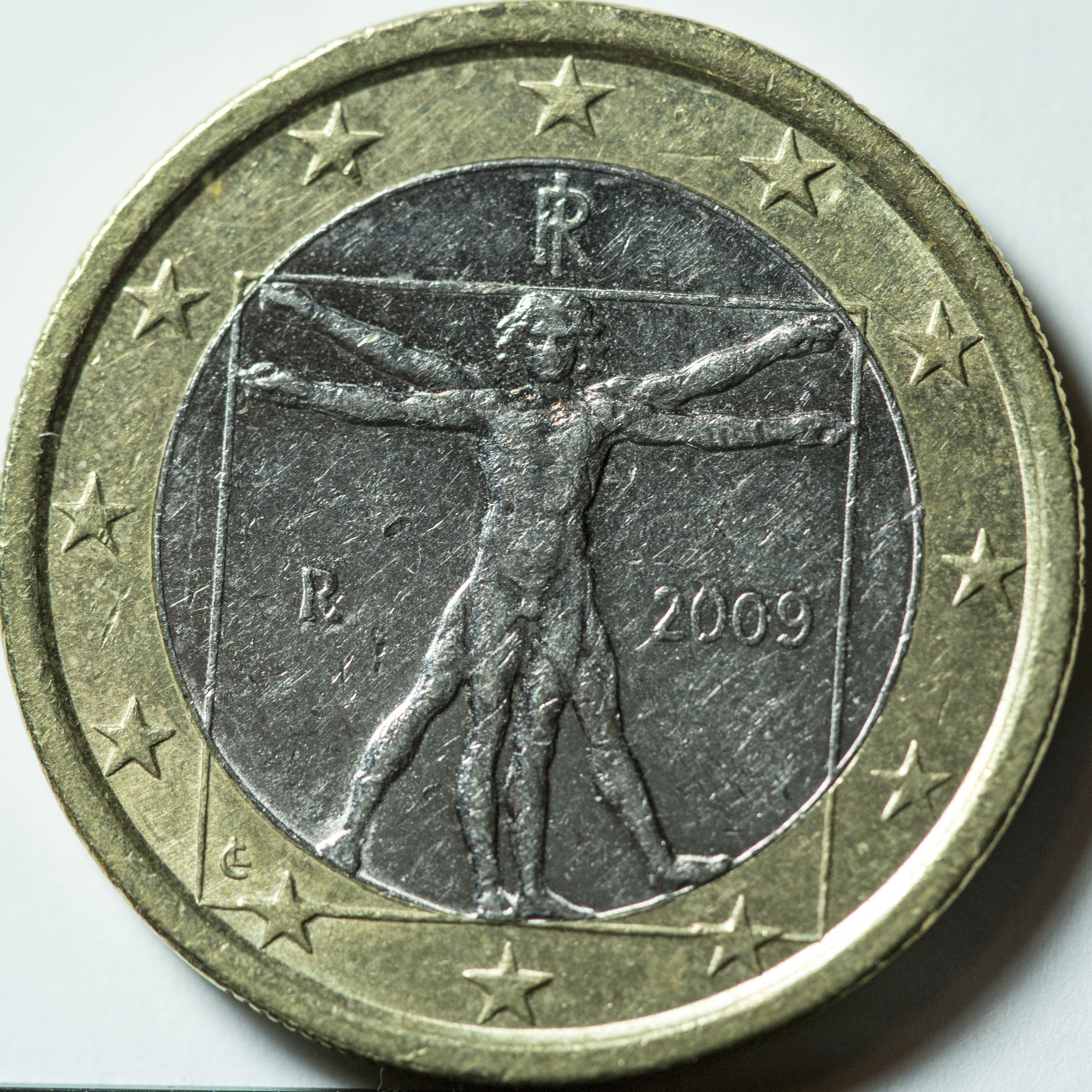

De Italiaanse euromunten hebben een uniek ontwerp voor elke munt, hoewel er een gemeenschappelijk thema is: alle munten beelden bekende Italiaanse kunstwerken af.
Alle ontwerpen beelden de twaalf sterren van de EU af, het jaar waarin de munt geslagen werd en de overlappende letters RI, die staan voor Repubblica Italiana (Italiaanse Republiek).
De Italiaanse munten die vóór 2002 werden geslagen dragen wel allemaal het jaartal 2002, hoewel deze al werden uitgedeeld in december 2001. De munten worden geslagen door het Istituto Poligrafico e Zecca dello Stato. 

## Afbeeldingen
| 0,01 €                                      | 0,02 €                                        | 0,05 €                               |
| ------------------------------------------- | --------------------------------------------- | ------------------------------------ |
| Castel del Monte                            | Mole Antonelliana                             | Colosseum                            |
| 0,10 €                                      | 0,20 €                                        | 0,50 €                               |
| De Geboorte van Venus van Sandro Botticelli | Een futuristisch beeld van Umberto Boccioni   | Ruiterstandbeeld van Marcus Aurelius |
| 1,00 €                                      | 2,00 €                                        | rand van €2-munten                   |
| Vitruviusman van Leonardo da Vinci          | Portret van Dante Alighieri door Rafaël Santi | drie keer herhaald                   |

Elke munt is ontworpen door een andere kunstenaar:
- munt van 1 cent: Eugenio Driutti
- munt van 2 cent: Luciana De Simoni
- munt van 5 cent: Ettore Lorenzo Frapiccini
- munt van 10 cent: Claudia Momoni
- munt van 20 cent: Maria Angela Cassol
- munt van 50 cent: Roberto Mauri
- munt van 1 euro: Laura Cretara
- munt van 2 euro: Maria Carmela Colaneri

## Herdenkingsmunten van € 2
- Herdenkingsmunt van 2004: 50 jaar Wereldvoedselprogramma
- Herdenkingsmunt van 2005: 1-jarig jubileum van de Europese Grondwet
- Herdenkingsmunt van 2006: Olympische Winterspelen van 2006 in Turijn
- Herdenkingsmunt van 2007: Gemeenschappelijke uitgifte naar aanleiding van de 50ste verjaardag van het Verdrag van Rome
- Herdenkingsmunt van 2008: 60ste verjaardag van de Universele Verklaring van de Rechten van de Mens
- Herdenkingsmunt van 2009: Gemeenschappelijke uitgifte naar aanleiding van de 10de verjaardag van de Europese Economische en Monetaire Unie
- Herdenkingsmunt van 2009: 200ste geboortedag van Louis Braille
- Herdenkingsmunt van 2010: 200ste geboortedag van graaf Camillo Benso di Cavour
- Herdenkingsmunt van 2011: 150 jaar Italiaanse eenwording
- Herdenkingsmunt van 2012: Gemeenschappelijke uitgifte naar aanleiding van de 10de verjaardag van de invoering van de euro
- Herdenkingsmunt van 2012: 100ste sterfdag van Giovanni Pascoli
- Herdenkingsmunt van 2013: 200ste geboortedag van Giuseppe Verdi
- Herdenkingsmunt van 2013: 700ste geboortedag van Giovanni Boccaccio
- Herdenkingsmunt van 2014: 450ste geboortedag van Galileo Galilei
- Herdenkingsmunt van 2014: 200ste verjaardag van de oprichting van de Carabinieri
- Herdenkingsmunt van 2015: World Expo 2015 in Milaan
- Herdenkingsmunt van 2015: 750ste geboortedag van Dante Alighieri
- Herdenkingsmunt van 2015: Gemeenschappelijke uitgifte naar aanleiding van het 30-jarig bestaan van de Europese vlag
- Herdenkingsmunt van 2016: 550ste sterfdag van Donatello
- Herdenkingsmunt van 2016: 2200ste sterfdag van Titus Maccius Plautus
- Herdenkingsmunt van 2017: 400ste verjaardag van de voltooiing van de bouw van de basiliek van San Marco in Venetië
- Herdenkingsmunt van 2017: 2000ste sterfdag van Titus Livius
- Herdenkingsmunt van 2018: 70ste verjaardag van de inwerkingtreding van de Italiaanse grondwet
- Herdenkingsmunt van 2018: 60-jarig bestaan van het Ministerie van Volksgezondheid
- Herdenkingsmunt van 2019: 500ste sterfdag van Leonardo da Vinci
- Herdenkingsmunt van 2020: 80ste verjaardag van de oprichting van het nationale brandweerkorps (Corpo Nazionale dei Vigili del Fuoco)
- Herdenkingsmunt van 2020: 150ste geboortedag van Maria Montessori
- Herdenkingsmunt van 2021: 150ste verjaardag van de verklaring van Rome tot hoofdstad van Italië
- Herdenkingsmunt van 2021: Gezondheidswerkers
- Herdenkingsmunt van 2022: 170ste verjaardag van de oprichting van de Nationale Politie (Polizia di Stato)
- Herdenkingsmunt van 2022: 30ste sterfdag van Giovanni Falcone en Paolo Borsellino
- Herdenkingsmunt van 2022: Gemeenschappelijke uitgifte naar aanleiding van het 35-jarig bestaan van het ERASMUS-programma
- Herdenkingsmunt van 2023: 100ste verjaardag van de oprichting van de Italiaanse luchtmacht
- Herdenkingsmunt van 2023: 150ste sterfdag van Alessandro Manzoni
- Herdenkingsmunt van 2024: 250ste verjaardag van de oprichting van het korps Guardia di Finanza
- Herdenkingsmunt van 2024: Rita Levi-Montalcini
- Herdenkingsmunt van 2025: Jubileum 2025
- Herdenkingsmunt van 2025: Wereldtournee van het opleidingsschip Amerigo Vespucci 2023-2025